# Obszar Chronionego Krajobrazu Dolina Radwi
Dolina Radwi – obszar chronionego krajobrazu o powierzchni 3560 ha w woj. zachodniopomorskim, w powiecie koszalińskim. Został utworzony w 1975 roku. Obejmuje obszar doliny rzeki Radwi z jeziorami Rosnowskim i Hajka.
Teren OChK „Dolina Radwi” leży na terenie gmin Manowo, Świeszyno i Polanów.
Nadzór nad obszarem sprawuje Sejmik Województwa Zachodniopomorskiego.